# راشد أتكينز
راشد أتكينز (بالإنجليزية: Rashid Atkins)‏ مواليد 14 مايو 1975 في فيلادلفيا، هو لاعب كرة سلة أمريكي سابق. بدأ مسيرته الاحترافية في سنة 1998. يبلغ طوله 6 قدم 0 بوصة (1.8 م). اعتزل اللعب في 2010.

## المسيرة الاحترافية
لعب مع جاي دي أيه ديجون في الدوري الفرنسي في سنة 2002، ثم لعب مع بانفيت لكرة السلة في الدوري التركي في موسم 2004–2005، ثم لعب مع أسكو غدينيا في موسم 2006–2007، ثم لعب مع شلوسك فروتسلاو في موسم 2007–2008.

## روابط خارجية
- راشد أتكينز على موقع كرة السلة الأوروبية.كوم (الإنجليزية)
- راشد أتكينز على موقع كلية كرة السلة في سبورتس رفرنس.كوم (الإنجليزية)
- راشد أتكينز على موقع ريلجم (الإنجليزية)
- راشد أتكينز على موقع بروبوليرز (الإنجليزية)
- راشد أتكينز على موقع سبورتس رفرنس (الإنجليزية)